# Entella delalandi
Entella delalandi är en bönsyrseart som beskrevs av Henri Saussure 1870. Entella delalandi ingår i släktet Entella och familjen Mantidae. Inga underarter finns listade i Catalogue of Life.